# Halfordia
Halfordia es un género con seis especies de plantas de flores perteneciente a la familia Rutaceae. 

## Especies seleccionadas
- Halfordia drupifera
- Halfordia kendack
- Halfordia leichardtii
- Halfordia leichhardtii
- Halfordia papuana
- Halfordia scleroxyla